# 帝王学
帝王学（ていおうがく）とは、帝王となる者が行なう修養。王家や伝統ある家系・家柄などの特別な地位の跡継ぎに対する、幼少時から家督を継承するまでの特別教育を指す。「学」と名はついているが明確な定義のある学問ではなく、一般人における教育には該当しない。

## 広義の帝王学
帝王学は、特別な地位の跡継ぎに対する様々な幅広い知識・経験・作法など、跡継ぎとしての人格や人間形成に到るまでをも含む全人的教育である。内容は主に突き詰めたリーダーシップ論であるが、経営術や部下を統制する方法といった限定的なものではなく、自分の家系を後世へ存続させ繁栄させる、という使命感を持てるようにすることを主な目的としている。
古来、唐の太宗皇帝とその臣下との政治問答録である『貞観政要』は「帝王学の教科書」などと称されてきた。この書物は日本では北条政子や徳川家康、近年では明治天皇も愛読した。日本にはかつて士農工商・華族などの身分制度があり、徳川家康以降に藩専売制などが設けられていたことからも、帝王学の基調は全体主義である。
一方、現代ではより広義に、政治家や企業家の2世、もしくは次期指導者に対して施されるリーダーシップ教育も「帝王学」と称されることもある。だが、実際に「帝王学」という言葉が使われる文脈は様々で、実際には『貞観政要』を読んだことも聞いたこともない人々によって使われることも多く、一部では誤解を生んでいる。

## 狭義の帝王学
狭義では、帝王学は生まれたときから帝王の座につく運命にある者の教育をいう。通常、「守り」の意味合いが強く、「 - せよ」ではなく「 - してはいけない」という内容が多い。日本においては天皇がその立場にある。皇室による帝王学は、万世一系とされる皇統をいかに維持し次代に伝えるかが主題だと解釈され、やはり新たに何かを実践するのではなく、あくまで伝統を踏襲することが基本だとされる。例えば第59代宇多天皇は、皇太子（のちの醍醐天皇）に帝王の心得として「寛平御遺誡」というものを遺しているが、それには、次のような項目が見られる。
- （敵と見做した上に下は怠惰に出るので）賞罰を明らかにし、愛憎をふりまわすことなかれ。
- （上の依怙贔屓は下のやる気を削ぐので）皆に公平に、好悪に偏るべきでない。
- （専門馬鹿は思い込みの死角を生むので）万事について惑溺して度を過ごしてはいけない（中庸）。
- （下は上の表情を読んで忖度するので）天子たるもの喜怒を慎み、表情にだしてはいけない。

明治・大正・昭和の天皇・皇太子には、思想家の杉浦重剛（獨逸学協会）や、エリザベス・ヴァイニングなどの講師が当てられた。

### 帝王学に関連する文献
- 樵談治要（日本）
- 禁秘抄（日本）
- 国体原理（日本）[2]
- 韓非子（中国）
- 貞観政要（中国）
- 宋名臣言行録（中国）
- 君主論（イタリア）
- 実利論（インド）
- メリカラー王への教訓（古代エジプト）